# جیک کوپر (بازیکن فوتبال، زاده ۲۰۰۱)
جیک کوپر (انگلیسی: Jake Cooper؛ زادهٔ ۲ ژانویهٔ ۲۰۰۱) بازیکن فوتبال اهل بریتانیا است.